# Patrouillenboote der Kaiserlich Japanischen Marine

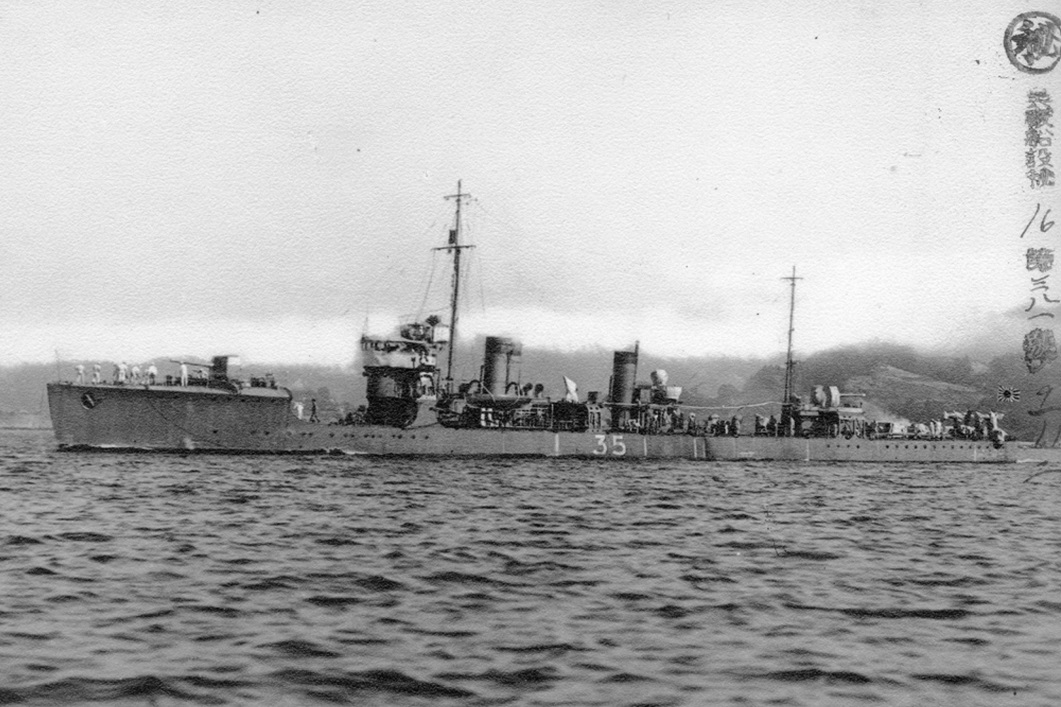
Patrouillenboot Nr. 35, ehemals Zerstörer Tsuta der Momi-Klasse, um 1940

Die Patrouillenboote (japanisch 哨戒艇 Shōkaitei) der Kaiserlich Japanischen Marine stellen keine eigenständige Schiffsentwicklungen dar, sondern entstanden 1939/40 durch die Umklassifizierung veralteter Zerstörer. Sie wurden im Zweiten Weltkrieg (Pazifikkrieg) zum Geleitschutz und zur Unterstützung von Landungsoperationen eingesetzt. Des Weiteren wurde auch eine Reihe erbeuteter alliierter Schiffe als Patrouillenboote in japanische Dienste gestellt.

## Umwandlung veralteter Zerstörer

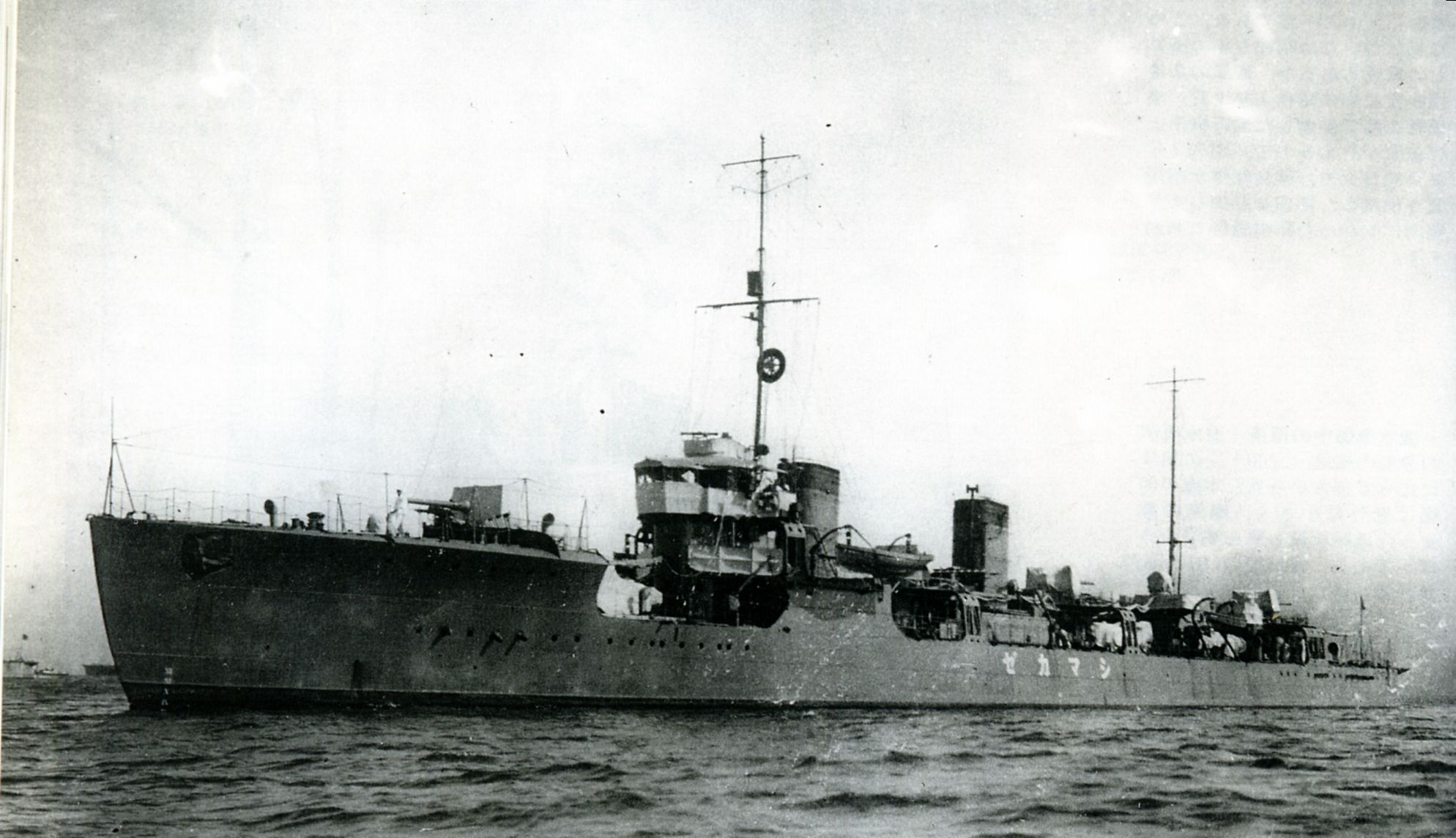
Zerstörer Shimakaze der Minekaze-Klasse vor dem Umbau, später Patrouillenboot Nr. 1 (Bild um 1922)

Die japanische Marine hatte kurz nach dem Ersten Weltkrieg mit der Minekaze-, Momi- und Wakatake-Klasse drei umfangreiche Zerstörerbaureihen in Dienst gestellt. Diese Schiffe waren Ende der 1930er-Jahre in den meisten Bereichen völlig veraltet und unterdimensioniert und sollten durch neue Einheiten ersetzt werden. Angesichts des bestehenden Mangels an Unterstützungs- und Geleitschiffen beschloss die Marineführung, anstatt die alten Zerstörer direkt auszumustern, einen Teil davon in Patrouillenboote umzuwandeln und so mit einem modernisierten Einsatzprofil die Schiffslebensdauer zu verlängern.
Es wurden dazu von Ende 1939 bis April 1940 umfangreiche Umbaumaßnahmen durchgeführt, um die Schiffe an die geänderten Bedürfnisse anzupassen: Man entfernte einen Kessel der Maschinenanlage – was eine Geschwindigkeitsreduktion auf etwa 18 Knoten zur Folge hatte – sowie die Torpedorohre, die Minensuch-Ausrüstung  und einen Teil der Hauptgeschütze. Neu hinzugefügt wurden Flaks und Wasserbomben. Des Weiteren wurde die Verdrängung und damit auch Stabilität durch zusätzlichen Ballast deutlich erhöhte. Die Schiffe waren somit nun für die Verteidigung von Verbänden gegen U-Boote und Luftangriffe zuständig, statt wie zuvor für offensive Angriffsmissionen gegen Überwasserziele. Die Umbaumaßnahmen wurden in den Marinewerften Kure, Sasebo, Yokosuka und Hakodate durchgeführt.

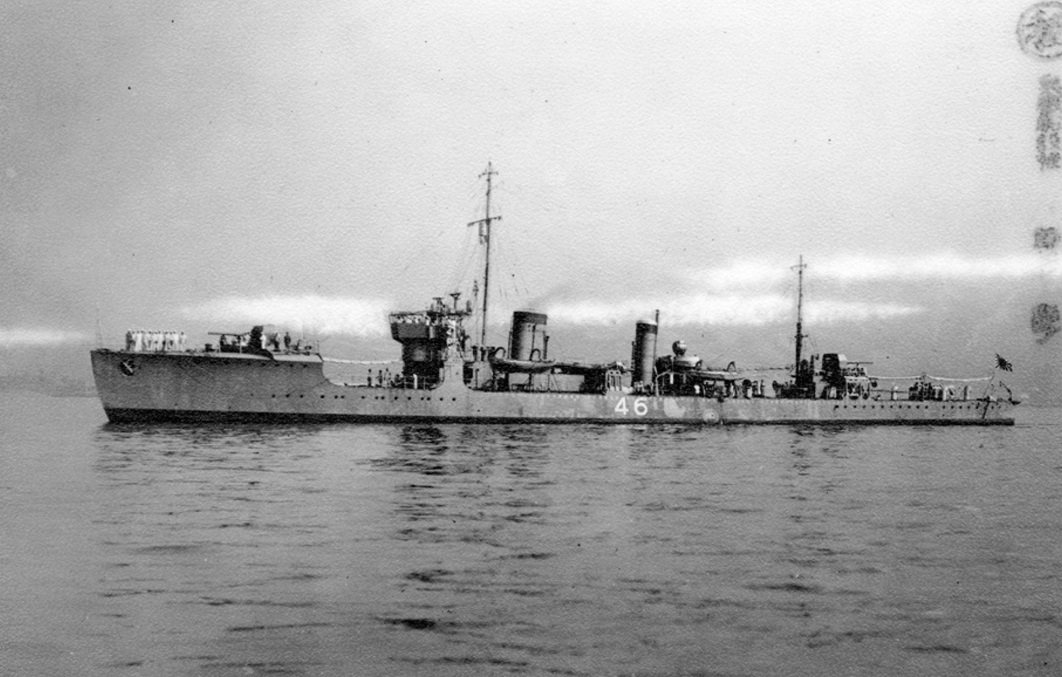
Patrouillenboot Nr. 46, ehemals Yūgao der Wakatake-Klasse, 1940

Mitte 1941, also etwa ein Jahr später, wurde der Großteil der Patrouillenboote erneut modifiziert, um am Heck ein bis zwei Daihatsu-Landungsboote aufnehmen zu können. Die Wasserbomben wurden dazu wieder entfernt. Gleichzeitig wurden Unterkünfte für 150–250 Mann Marineinfanteristen eingerichtet. Die Patrouillenboote wurden so zu kleinen Landungsboot-Mutterschiffen (sogenannte schnelle amphibische Transportschiffe) für die Unterstützung von Landungsoperationen. Vergleichbare Umbauten wurden auch in den Vereinigten Staaten durchgeführt, dort klassifizierte man die ehemaligen Zerstörer als High-speed Transports (APD).
Insgesamt wurden zwei Zerstörer der Minekaze-, neun der Momi- und einer der Wakatake-Klasse in Patrouillenboote umgewandelt. Durch die Umklassifizierung verloren die Schiffe ihren Namen und trugen stattdessen lediglich eine Nummer.

## Einsatz

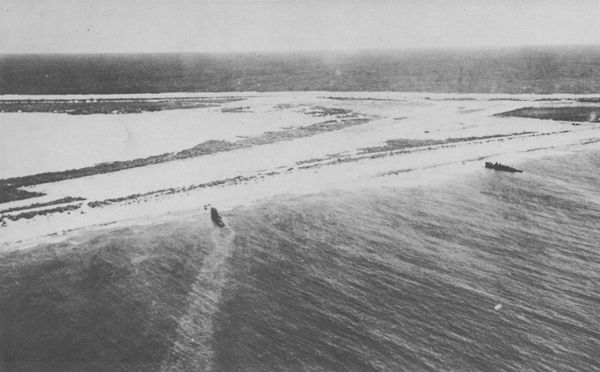
Wracks von Nr. 32 und Nr. 33 am Strand von Wake

Das Patrouillenboot Nr. 46 (Dai-46-gō shōkaitei, ehemals Yūgao der Wakatake-Klasse) verblieb zunächst in Japan bei der Kure-Wachflotte. Alle anderen elf Boote bildeten ab Ende 1941 das  Patrouillenbootgeschwader 1 (Kapitän zur See Nishikawa Hayami), welches als Teil des Spezial-Stützpunkt-Verbandes 32 (Konteradmiral Irifune Naosaburo) der 3. Flotte (Vizeadmiral Ibō Takahashi) unterstellt war.
Die Patrouillenboote Nr. 32 (Aoi) und Nr. 33 (Hagi) (Momi-Klasse) wurden der Invasionsflotte angeschlossen, die kurz nach dem Überfall auf Pearl Harbor im Dezember 1941 das amerikanische Atoll Wake angriff. Bei der Schlacht um Wake wurden beide Boote während des zweiten (erfolgreichen) Invasionsversuchs zur Unterstützung der Landungstruppen auf den Strand gesetzt und dabei zerstört.

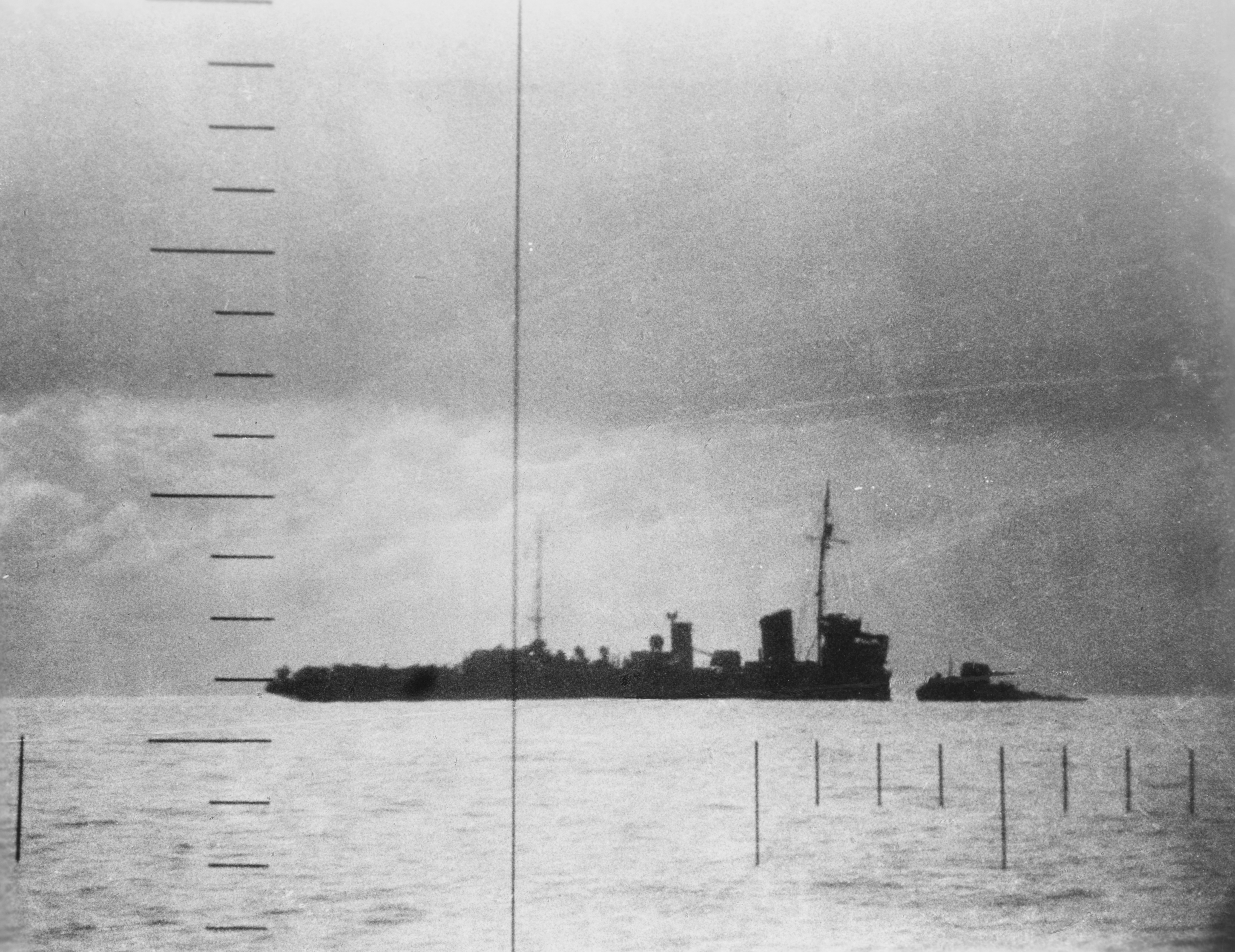
Patrouillenboot Nr. 39 (Tade) sinkt, nachdem es von USS Seawolf torpediert wurde; Ryūkyū-Inseln, 23. April 1943

Die übrigen Boote nahmen an der Eroberung der Philippinen und Ostindiens teil. Hierbei wurde bei der Seeschlacht vor Balikpapan (Borneo) am 24. Januar 1942 das Patrouillenboot Nr. 37 (Hishi) versenkt. Die verbliebenen Boote wurden nach dem erfolgreichen Abschluss der Landungsoperationen als Konvoischutz eingesetzt.
Bei der Operation MI, dem japanischen Angriff auf Midway im Mai und Juni 1942, wurden die Patrouillenboote Nr. 1 (Shimakaze) und Nr. 2 (Nadakaze) (beide ehemals Minekaze-Klasse) und  Nr. 34 (Susuki) sowie (in einer anderen Untereinheit) Nr. 35 (Tsuta) als Truppentransporter für Landungskräfte eingesetzt. Alle vier Boote gehörten der Invasions- und Transportflotte (unter Kondō Nobutake und dessen Untergebenen Tanaka Raizō) an, die die Nachhut bei der Operation bildete. Nach der Versenkung der vorausfahrenden Flugzeugträgergruppe (Schlacht von Midway) musste der gesamte Verband am 5. Juni kehrtmachen und sich zurückziehen, ohne überhaupt in die Nähe der Inseln gelangt zu sein.

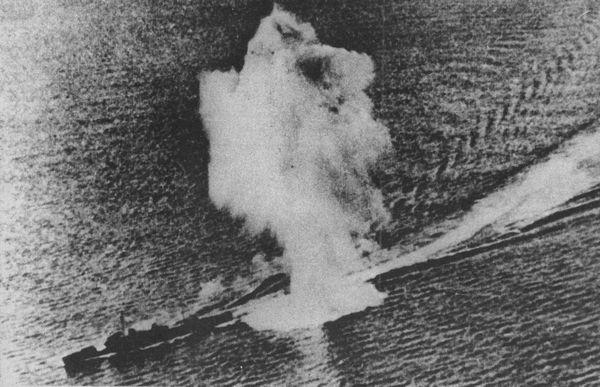
Nr. 31 (Kiku) während Operation Desecrate One, 30. März 1944, Palau

Die gleichen Boote wurden zwei Monate später während der beginnenden Schlacht um die Salomonen eingesetzt, um Nachschubtruppen nach Guadalcanal zu bringen. In den folgenden Monaten gingen dabei die Boote Nr. 35 (im September) und Nr. 1 (Anfang 1943) verloren.
Die Boote wurden danach ausschließlich zur Konvoisicherung eingesetzt. Von den ursprünglichen Patrouillenbooten überlebte lediglich Nr. 36 (Fuji) den Krieg, die restlichen fielen U-Booten oder Luftangriffen zum Opfer.

## Beuteschiffe als Patrouillenboote
Während der Invasion Südostasiens waren den Japanern in den dortigen Kolonien zahlreiche kleinere britische, amerikanische und niederländische Schiffe in die Hände gefallen. Diese Schiffe waren zumeist veraltet, verfügten nur über eine geringe Kampfkraft und waren während der Kämpfe auf Grund gesetzt worden, konnten aber nach Reparatur- und Umbauarbeiten oft noch als brauchbarer Geleitschutz eingesetzt werden; insbesondere da Japan mit fortschreitendem Kriegsverlauf zunehmend Nachschub für die verlorenen Schiffe benötigte.

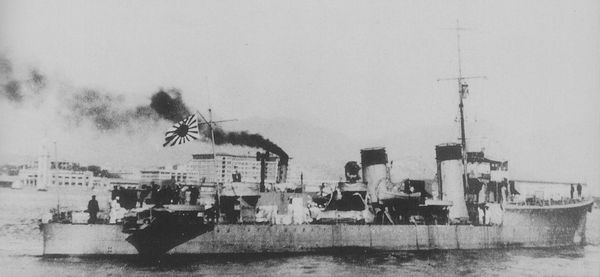
Nr. 101, ehemals britischer Zerstörer HMS Thracian, 1942

Die größten erbeuteten Kampfschiffe wurden als Patrouillenboote klassifiziert. Es handelte sich dabei um den britischen S-Klasse-Zerstörer  Thracian, den amerikanischen Clemson-Klasse-Zerstörer Stewart und den niederländischen Admiralen-Klasse-Zerstörer Banckert, ergänzt durch eine Reihe schwächerer Schiffe: den Minensucher Finch, den Flottenschlepper Genesee, das philippinische Zollschiff Arayat sowie die drei Boote Valk, Arend und Fazant der niederländisch-indischen Gouvernementsmarine.
Mit Ausnahme der bereits in Hongkong erbeuteten Thracian, die noch im Sommer 1942 von der japanischen Marine als Patrouillenboot Nr. 101 in Dienst gestellt wurde, zogen sich die Reparaturen bis 1943 oder 1944 hin; die Banckert wurde sogar bis Kriegsende gar nicht mehr fertig.
Von den Beuteschiffen überstanden alle drei Zerstörer sowie die Fazant den Krieg.

## Liste
| Nummer / alter Name    | Ehemalige Klasse             | Indienststellung Patrouillenboot / erstmals | Verdrängung  | Besatzung & Marineinfanterie                | Verbleib |
| ---------------------- | ---------------------------- | ------------------------------------------- | ------------ | ------------------------------------------- | --- |
| Nr. 1 (Shimakaze)      | Minekaze-Klasse              | April 1940 / 1920                           | 1650 ts      | 148 + 250 Infanteristen für 2 Landungsboote | Am 12. Januar 1943 bei den Tingwon-Inseln durch USS Guardfish (SS-217) versenkt.                                                                                           |
| Nr. 2 (Nadakaze)       | Minekaze-Klasse              | April 1940 / 1920                           | 1650 ts      | 148 + 250 Infanteristen für 2 Landungsboote | Am 25. Juli 1945 in der Javasee durch die Stubborn versenkt. |
| Nr. 31 (Kiku)          | Momi-Klasse                  | April 1940 / 1920                           | 935 ts       | 110?                                        | Am 30. März 1944 durch Operation Desecrate One in Palau versenkt. |
| Nr. 32 (Aoi)           | Momi-Klasse                  | April 1940 / 1920                           | 935 ts       | 72 + 150 Infanteristen für 1 Landungsboot   | Am 23. Dezember 1941 während der Schlacht um Wake zerstört. |
| Nr. 33 (Hagi)          | Momi-Klasse                  | April 1940 / 1921                           | 935 ts       | 72 + 150 Infanteristen für 1 Landungsboot   | Am 23. Dezember 1941 während der Schlacht um Wake zerstört. |
| Nr. 34 (Susuki)        | Momi-Klasse                  | April 1940 / 1921                           | 935 ts       | 72 + 150 Infanteristen für 1 Landungsboot   | Nach Zusammenstoß mit Yakaze am 6. März 1943 schwer beschädigt nach Truk geschleppt und dort am 3. Juli 1944 durch einen Luftangriff versenkt.                             |
| Nr. 35 (Tsuta)         | Momi-Klasse                  | April 1940 / 1921                           | 935 ts       | 72 + 150 Infanteristen für 1 Landungsboot   | Am 2. September 1942 bei Lae durch einen Luftangriff versenkt. |
| Nr. 36 (Fuji)          | Momi-Klasse                  | April 1940 / 1921                           | 935 ts       | 72 + 150 Infanteristen für 1 Landungsboot   | Wurde bei Kriegsende in Surabaya von indonesischen Truppen erbeutet, 1946 von niederländischen Einheiten erobert und 1947 verschrottet.                                    |
| Nr. 37 (Hishi)         | Momi-Klasse                  | April 1940 / 1922                           | 935 ts       | 72 + 150 Infanteristen für 1 Landungsboot   | Am 24. Januar 1942 während der Seeschlacht vor Balikpapan versenkt. |
| Nr. 38 (Yomogi)        | Momi-Klasse                  | April 1940 / 1922                           | 935 ts       | 72 + 150 Infanteristen für 1 Landungsboot   | Am 25. November 1944 durch USS Atule (SS-403) in der Luzonstraße versenkt.                                                                                                 |
| Nr. 39 (Tade)          | Momi-Klasse                  |                                             | 935 ts       | 72 + 150 Infanteristen für 1 Landungsboot   | Am 23. April 1943 bei Yonaguni (Ryūkyū) durch USS Seawolf (SS-197) versenkt.                                                                                               |
| Nr. 46 (Yūgao)         | Wakatake-Klasse              | April 1940 / 1924                           | 910 ts       | 110                                         | Am 10. November 1944 vor der Izu-Halbinsel durch USS Greenling (SS-213) versenkt.                                                                                          |
| Beutefahrzeuge         |                              |                                             |              |                                             | |
| Nr. 101 (HMS Thracian) | Admiralty-S-Klasse           | Oktober 1942 / 1922                         | 905/1213 ts  | 98                                          | Bei Kriegsende in Yokosuka; an die Royal Navy zurückgegeben und 1946 verschrottet.                                                                                         |
| Nr. 102 (Stewart)      | Clemson-Klasse               | September 1943 / 1920                       | 1539/1680 ts | 120                                         | Bei Kriegsende nahe Kure in der Seto-Inlandsee; an die US Navy zurückgegeben und am 24. Mai 1946 vor San Francisco als Zielschiff versenkt.                                |
| Nr. 103 (USS Finch)    | Lapwing-Klasse (Minensucher) | April 1943 / 1918                           | 950/1260 ts  | 70                                          | Am 11. Januar 1945 durch Operation Gratitude bei Cap Saint-Jacques (Indochina) versenkt.                                                                                   |
| Nr. 104 (Valk; NL)     | „Opiumjager“                 | Januar 1944 / 1930                          | 1011 ts      | 68                                          | Am 25. Mai 1945 durch eine Seemine schwer beschädigt; am 24. August durch eine weitere Mine in der Kammon-Straße versenkt.                                                 |
| Nr. 105 (Arayat; US)   | (Zollschiff)                 | September 1943 / 1931                       | 904 ts       | ?                                           | Am 28. November 1944 in der Ormoc-Bucht auf Leyte durch PT-Schnellboote schwer beschädigt und auf Grund gesetzt; zehn Tage später von amerikanischen Soldaten eingenommen. |
| Nr. 106 (Banckert; NL) | Admiralen-Klasse             | April 1944 / 1930                           | 1318 ts      | 149                                         | Bis Kriegsende nicht mehr fertig repariert; im September 1949 als Zielschiff in der Madurastraße versenkt.                                                                 |
| Nr. 107 (USS Genesee)  | (Schlepper)                  | April 1944 / 1917                           | 688/1180 ts  | 56                                          | Am 5. November 1944 bei Lubang durch Luftangriff versenkt. |
| Nr. 108 (Arend; NL)    | „Opiumjager“                 | Juli 1944 / 1930                            | 1011 ts      | 65                                          | Am 28. März 1945 bei Makassar durch Luftangriff versenkt. |
| Nr. 109 (Fazant; NL)   | Merel-Patrouillenboote       | Oktober 1944 / 1931                         | 623 ts       | 43                                          | Bei Kriegsende in Batavia; Rückgabe an die Niederlande; 1951–54 als Kartika Präsidentenyacht von Sukarno.                                                                  |

## Ähnliche und vergleichbare Schiffstypen
In der japanischen Marine gab es noch eine Reihe von Schiffstypen, die Ähnlichkeiten mit den Patrouillenbooten besaßen: 
- die Hilfs-Patrouillenboote (Shōkai-Tokumutei; Pa-Klasse oder Nr.-1-Hilfs-Patrouillenboot-Klasse)[1] waren der zweite Schiffstyp, der als „Patrouillenboot“ bezeichnet wurde. Die Hilfs-Patrouillenboote waren deutlich kleiner (238 ts) und wurden gegen Kriegsende als Vorpostenboote vor der japanischen Küste eingesetzt; sie entsprachen den deutschen Kriegsfischkuttern.
- Kaibōkan (Ozeanverteidigungsschiff, CD) war die Bezeichnung für die Standard-Geleitschiffe der japanischen Marine. Sie entsprachen größenmäßig den kleineren Patrouillenbooten (ca. 750–950 ts), waren aber standardisierte Neubauten und ohne amphibische Fähigkeiten.
- Die ab 1943 gebauten Marinetransporter 1. Klasse (1-Tō Yusōkan; Nr.-1-Landungsschiff-Klasse) folgten den Patrouillenbooten als schnelle amphibische Transportschiffe nach. Sie basierten auf dem Rumpf der Zerstörer der Matsu-Klasse und konnten bis zu 4 Landungsboote aufnehmen. Aufgrund des Kriegsverlaufs wurden die 21 fertiggestellten Schiffe entgegen dem geplanten Einsatzzweck hauptsächlich als Geleitschutz oder Truppentransporter verwendet.

Als Gegenstücke auf alliierter Seite können betrachtet werden:
- die High-speed Transports (APD)[2] (126 Schiffe) waren ebenfalls umgerüstete veraltete Zerstörer, die Truppen transportieren und amphibisch anlanden konnten.
- die Geleitzerstörer der Evarts-, Buckley-, Cannon-, Edsall-, Rudderow- und John-C.-Butler-Klasse waren etwas schwerer, moderner und damit kampfstärker und wurden in sehr großer Zahl produziert (433 Einheiten).
- die Fregatten der Asheville-/Tacoma- und River-Klasse basierten auf britischen Entwürfen und ähnelten stark den Geleitzerstörern, waren aber kampfschwächer.
- die Einheiten des Typs Patrol Craft Escort waren kleiner und primär für die U-Boot-Abwehr zuständig.